# لورن باکال
لورن باکال (به انگلیسی: Lauren Bacall) (زادهٔ ۱۶ سپتامبر ۱۹۲۴ – درگذشتهٔ ۱۲ اوت ۲۰۱۴) خواننده و بازیگر آمریکایی بود که با داشتن نگاه‌های گیرا و صدایی متمایز چهره‌ای شناخته شده‌است. او در سال ۲۰۰۹ از سمت بنیاد فیلم آمریکا به عنوان بهترین ستاره زن قرن بیستم سینمای کلاسیک هالیوود نامگذاری شد و در همان سال در جهت «به‌رسمیت‌شناساندن نقش اصلی او در عصر طلایی تصاویر متحرک»، جایزه افتخاری آکادمی را از آکادمی علوم و هنرهای تصاویر متحرک دریافت کرد.

## زندگی
لورن باکال با نام تولد بتی جوان پریسکی (به انگلیسی: Betty Joan Perske) در خانواده‌ای از طبقهٔ متوسط در نیویورک زاده شد ابتدا آموزش باله دید و سپس به بازیگری علاقه‌مند شد و در آکادمی هنرهای دراماتیک درس خواند و همان‌جا بود که با بازیگرانی چون کرک داگلاس آشنا شد. نخستین تجربهٔ تئاتری اش با استقبال روبرو نشد و اجباراً به کار برای مجله‌های مد روی آورد.
عکسش که روی مجلهٔ هارپرز بازار منتشر شد توجه همسر هاوارد هاکس کارگردان را به سوی خود جلب کرد و از او تست گرفته شد و بدین ترتیب بود که در فیلم داشتن و نداشتن (۱۹۴۴) بازی کرد.
در زمان فیلمبرداری یکی از فیلم‌ها با هامفری بوگارت آشنا شد و یک سال بعد با هم ازدواج کردند آن‌ها تا سال ۱۹۵۷ یعنی تا زمان مرگ بوگارت بر اثر سرطان دو فیلم دیگر را با هم بازی کردند.
باکال در سال ۱۹۷۹ کتاب زندگینامه‌اش را تحت عنوان روی پای خودم منتشر کرد.
در سال ۱۹۷۴ در فیلم پر ستاره قتل در قطار سریع‌السیر شرق بازی کرد که اقتباسی از یکی از داستان‌های جنایی آگاتا کریستی بود.
باکال با حضورش در فیلم تیرانداز (۱۹۷۶) برای جان وین که بر اثر بیماری سرطان در شرف مرگ بود نوعی تسلی خاطر محسوب می‌شد.
صدای خش دار و جذاب باکال تا پایان عمرش خواستار زیادی داشت و روی انواع و اقسام آگهی‌ها از غذای گربه تا تورهای مسافر کشتی‌های تفریحی حرف می‌زد.

## بخشی از جوایز و افتخارات
- کاندیدای بفتای بهترین بازیگر مکمل زن برای فیلم آینه دو چهره دارد در سال ۱۹۹۶

## درگذشت
او در تاریخ ۱۲ اوت ۲۰۱۴ در سن ۸۹ سالگی درگذشت

## بخشی از فیلم‌شناسی
| سال  | عنوان                     | نقش                          | توضحیات                                                          | Ref.        |
| ---- | ------------------------- | ---------------------------- | ---------------------------------------------------------------- | ----------- |
| ۱۹۴۴ | داشتن و نداشتن            | Marie 'Slim' Browning        | Recorded the songs she sang in the film                          | [ ۲ ]       |
| ۱۹۴۶ | خواب ابدی                 | Vivian Sternwood Rutledge    |                                                                  | [ ۲ ]       |
| ۱۹۴۷ | گذرگاه تاریک              | Irene Jansen                 |                                                                  | [ ۲ ]       |
| ۱۹۴۸ | کی لارگو                  | Nora Temple                  |                                                                  | [ ۲ ]       |
| ۱۹۵۶ | بر باد نوشته              | Lucy Moore Hadley            |                                                                  | [ ۳ ] [ ۴ ] |
| ۱۹۵۹ | مرز شمال غربی             | Catherine Wyatt              | U.S. title: Flame Over India; Australian title: Empress of India | [ ۳ ]       |
| ۱۹۶۶ | هارپر                     | Elaine Sampson               | UK title: The Moving Target                                      | [ ۳ ]       |
| ۱۹۷۴ | قتل در قطار سریع‌السیر شرق | Mrs. Harriet Belinda Hubbard |                                                                  | [ ۳ ]       |
| ۱۹۷۶ | تیرانداز                  |                              |                                                                  | [ ۵ ]       |
| ۱۹۸۰ | سلامت                     | Esther Brill                 |                                                                  | [ ۵ ]       |
| ۱۹۸۱ | فن                        | Sally Ross                   |                                                                  | [ ۲ ]       |
| ۱۹۸۸ | ملاقات با مرگ             | Lady Westholme               |                                                                  | [ ۶ ]       |
| ۱۹۹۰ | میزری                     | Marcia Sindell               |                                                                  | [ ۲ ]       |
| ۱۹۹۴ | آماده پوشیدن              | Slim Chrysler                | U.S. title: Ready to Wear                                        | [ ۳ ]       |
| ۱۹۹۶ | آینه دو چهره دارد         | Hannah Morgan                |                                                                  | [ ۲ ]       |
| ۱۹۹۹ | الماس                     | Sin-Dee                      |                                                                  | [ ۳ ]       |
| ۱۹۹۹ | حضور ذهن                  |                              |                                                                  |             |
| ۲۰۰۳ | داگویل                    | Ma Ginger                    |                                                                  | [ ۲ ]       |
| ۲۰۰۴ | قصر متحرک هاول            | Witch of the Waste (صدا)     |                                                                  | [ ۷ ]       |
| ۲۰۰۴ | تولد                      | Eleanor                      |                                                                  | [ ۵ ]       |
| ۲۰۰۵ | مندرلی                    | Mam                          |                                                                  | [ ۵ ]       |
| ۲۰۰۷ | واکر                      |                              |                                                                  | [ ۵ ]       |
| ۲۰۱۱ | جاعل                      |                              |                                                                  |             |
| ۲۰۱۲ | ارنست و سلستین            | Grey One (صدا)               |                                                                  | [ ۷ ]       |